# Pseudostichopus aemulatus
Pseudostichopus aemulatus is een zeekomkommer uit de familie Synallactidae.
De wetenschappelijke naam van de soort werd in 2004 gepubliceerd door Solis-Marin & Billett.